# Metopius pollinctorius
Metopius pollinctorius là một loài tò vò trong họ Ichneumonidae.